# Tecno Show
Banda Tecno Show foi uma banda brasileira de tecnobrega formada em 2002, na cidade de Belém do Pará, liderado pela cantora Gaby Amarantos.

## História

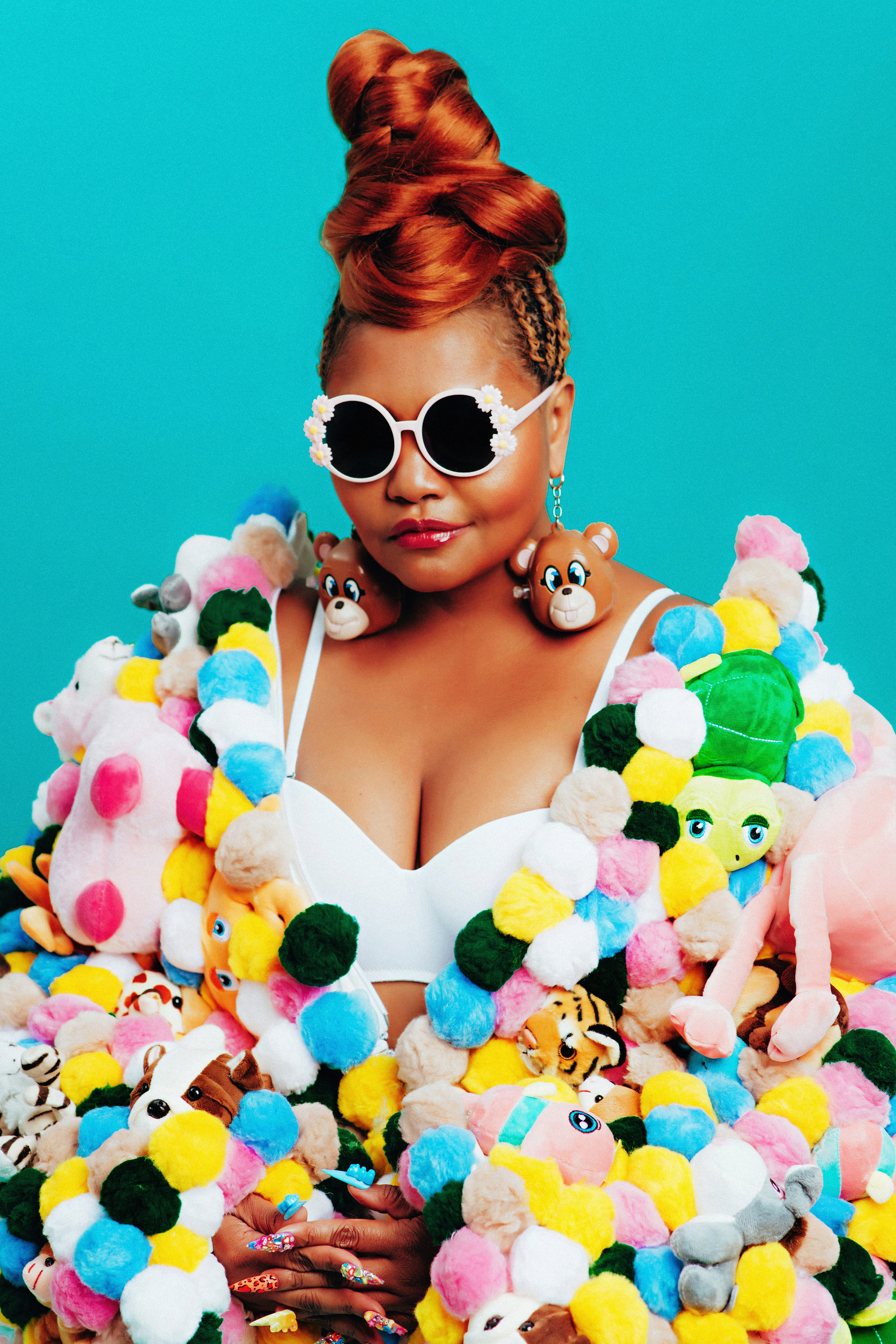
Gaby Amarantos líder da banda.

A banda ficou conhecido por mesclar riffs acelerados de guitarra brega tradicional com batidas eletrônicas, ficando, dessa forma, marcados como um dos precursores do estilo tecnobrega. Seu trabalho utilizava-se também das rádios comunitárias, sons automotivos, internet e aparelhagens de som de pequeno, médio e grande porte que promovem as festas do tecnobrega e tecnomelody no estado do Pará. 
Em 2002 a banda paraense Tecno Show, liderada por Gaby Amarantos, decidiu se aventurar a misturar os tradicional carimbó e calypso – também conhecido como brega pop – realizado na região Norte naquele momento com gêneros musicais internacionais que dominavam as rádios e as festas, como música pop, música eletrônica e forró eletrônico. A mistura entre o que era bem visto e sofisticado com o que era considerado "brega" e regional foi intitulado como tecnobrega. Nas músicas, eles passaram a mesclar riffs acelerados de guitarra da música brega tradicional com batidas eletrônicas e arranjos criados por programas de computadores, o que foi considerado como uma ruptura no mercado fonográfico paraense da época. 
Em 2003, lançaram seu primeiro CD, de 21 faixas, Tecno Show e Ponto Final, que consagrou os sucessos "Gemendo" e "Não vou te deixar". Logo depois do lançamento, a banda se destacou nacionalmente, e foram selecionados para o projeto "Brasil Total", da atriz e produtora Regina Casé e do antropólogo Hermano Vianna. Com a escolha, se apresentaram e foram alvos de matérias em programas da Rede Globo. A Banda também já teve destaque no Jornal da MTV e Debate MTV da MTV Brasil, e em matérias em vários sites e revistas como a Rolling Stone Brasil. No ano seguinte, gravaram seu segundo álbum, com 20 faixas, Reacendendo a Chama. E consagraram os hits: "Não desista de me amar", "Você não entende", "Versos tristes" e "Reacender a chama".
A Banda Tecno Show gravou o seu primeiro DVD, dia 26 de março de 2005 na casa de shows A Pororoca, em Belém do Pará com um show totalmente novo misturando o regional com a marcante batida do technobrega, um trabalho moderno e sensual, um mix de futurismo e misticismo com um toque tupiniquim, com uma super estrutura. Até então, venderam mais de 100 mil discos. Em 2007 a banda ainda retornou a casa de shows Apororoca para gravar um novo DVD, contanto Gaby Amarantos havia acabado de passar por uma cirurgia de lipoaspiração. Em 2007 o grupo lançou um DVD contendo 15 clipes inéditos de tecnomelody. O DVD ainda traz galeria de fotos e um documentário curta-metragem contando os bastidores de um show da banda, desde a hora que saem de casa até o momento que se apagam as luzes do palco. O DVD de clipes era um sonho da cantora, que sempre trouxe para o mercado musical de Belém produtos inovadores. Os clipes começaram a ser produzidos em novembro de 2006, e envolveram mais de 100 pessoas em todas as produções, que incluíram desde crianças do Bairro do Jurunas a feirantes do Mercado do Ver-o-Peso. As gravações foram realizadas pela Infinito Produções.
Em 19 de dezembro de 2009 foi gravado o DVD - Movimento Tecnomelody para o Brasil na Cidade da Folia. O DVD foi lançado pela Som Livre em novembro de 2010. O diretor da empresa foi até o Parafolia e ficou surpreso com o sucesso do ritmo, esse movimento servirá para mostrar quem são os verdadeiros criadores do Tecnomelody. Liderado por Viviane Batidão, Banda Tecno Show, Jurandy, Quero Mais, Xeiro Verde, R-15, Eletro Batidão, Bruno & Trio, Fruto Sensual, Banda Ravelly e as aparelhagens, Super Pop, Rubi, Tupinambá e Mega Príncipe, apresentaram hits de sucesso, performances ao vivo, além de esclarecer, uma vez por todas, a polêmica em torno de bandas baianas que afirmam estar fazendo sucesso em todo o Brasil através do ritmo paraense. Em 2009, a líder e vocalista, Gaby Amarantos, resolveu sair da banda, no período em que engravidou do seu único filho, Davi. A maternidade fez com que a cantora refletisse mais sobre sua vida profissional e assim sentiu necessidade de montar a sua carreira solo. Em 8 de abril de 2010 o grupo gravou o seu último DVD na Assembleia Paraense, marcando a despedida de Gaby Amarantos, que se mudou para São Paulo, para seguir carreira solo.

## Discografia

### Cds
- 2003:Tecno Show e Ponto Final
- 2004:Reacender a Chama Pará

### Participação
- 2004: Festa Pop - música "Nova chama"

## DVDs
- 2005: Tecno Show ao vivo na A Pororoca[9]
- 2007: Gabi Amarantos e Banda Tecno Show (clipes)[10]
- 2010: Gabi Amarantos e Banda Tecno Show ao vivo na Assembléia Paraense[11]

### DVDs com Participação da Banda Tecno Show
- 2010: Tecnomelody Brasil ao vivo em Belém do Pará - Som Livre[12]